# Santa Rosa de Osos
Santa Rosa de Osos è un comune della Colombia facente parte del dipartimento di Antioquia.
Il centro abitato venne fondato da Antonio Serrano y Espejo nel 1636, mentre l'istituzione del comune è del 1814.